# Baltazar Kuncz

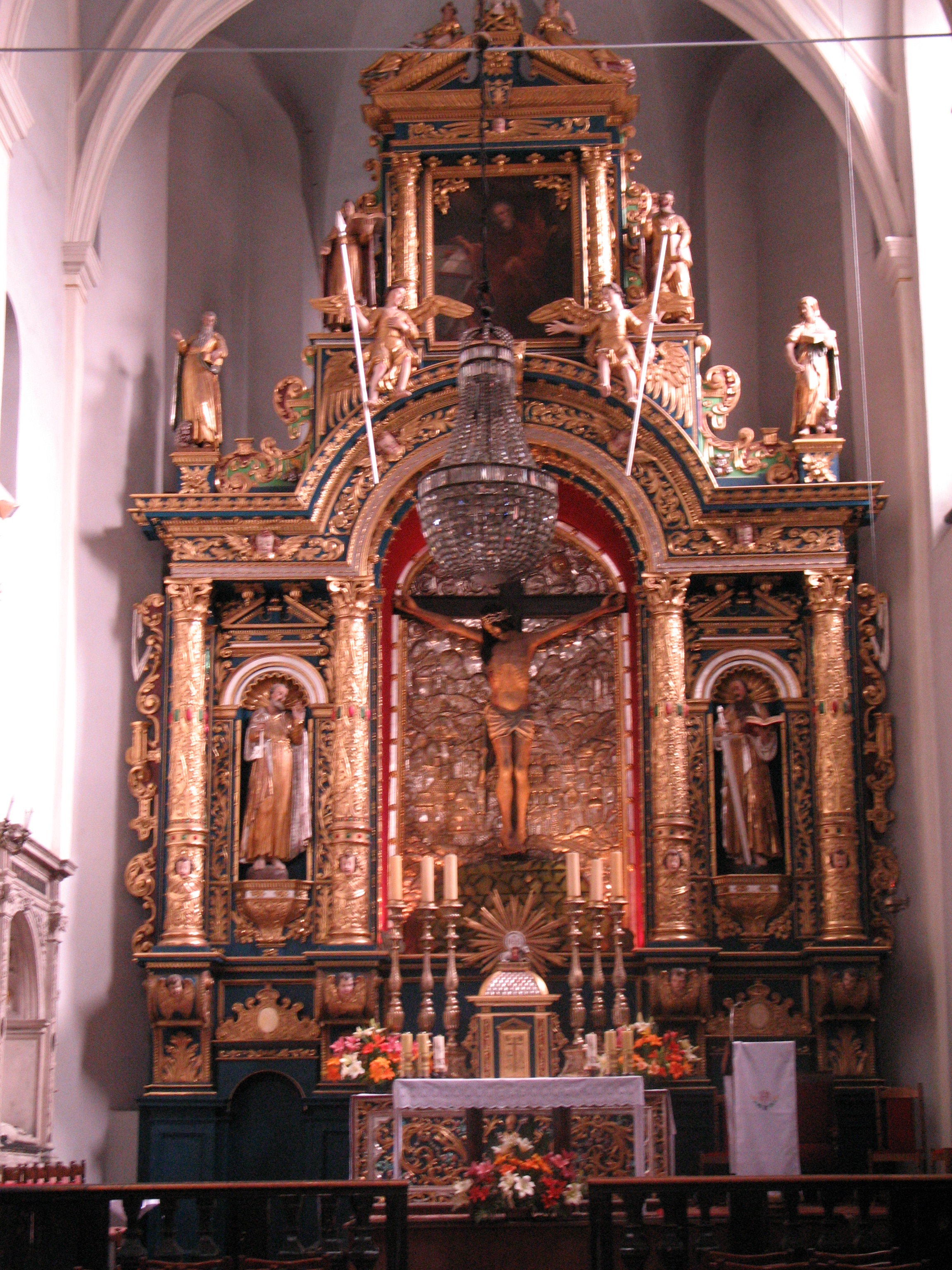
Ołtarz główny w kościele świętego Marka w Krakowie

Baltazar Kuncz (ur. ok. 1575, zm. po 1651 w Krakowie) – rzeźbiarz i snycerz cechowy, posiadający pracownię na Kleparzu.
Autor wielu manierystycznych ołtarzy krakowskich. Jego autorstwa jest wykonany w latach 1618–1622 ołtarz w kościele świętego Marka. Przypisywany jest mu ołtarz mu w kościele Świętego Krzyża. W latach 1624–1632 wykonał ołtarz główny, ołtarz  świętej Anny oraz stalle w kościele Bożego Ciała na Kazimierzu. Pracował także poza Krakowem np. w Starym Sączu w kościele klarysek, Szydłowcu, Skalbmierzu i Kurozwękach.